# União das Freguesias de Barroselas e Carvoeiro
Die União das Freguesias de Barroselas e Carvoeiro ist eine portugiesische Gemeinde (Freguesia) im Kreis (Concelho) Viana do Castelo im Nordwesten Portugals.

## Geschichte
Die Gemeinde entstand im Zuge der Gebietsreform vom 29. September 2013 durch die Zusammenlegung der ehemaligen Gemeinden Barroselas und Carvoeiro. Barroselas wurde Sitz der neuen Verwaltung.

## Demographie
| Freguesia | Freguesia              | Freguesia | Freguesia       | ehemalige Freguesias | ehemalige Freguesias | ehemalige Freguesias | ehemalige Freguesias |
| --------- | ---------------------- | --------- | --------------- | -------------------- | -------------------- | -------------------- | -------------------- |
| Wappen    | Freguesia              | Einwohner | Fläche in (km²) | Wappen               | Freguesia            | Einwohner            | Fläche in (km²)      |
|           | Barroselas e Carvoeiro | 4701      | 18,68           |                      | Barroselas           | 3919                 | 6,59                 |
|           | Barroselas e Carvoeiro | 4701      | 18,68           | Carvoeiro            | 1108                 | 12,08                |                      |